# Rēzekne
Rēzekne (in russo: Резекне, traslitt. Rezekne; in tedesco: Rositten) è una città della Lettonia orientale, di 36 646 abitanti, nella regione della Letgallia. Situata sul fiume omonimo, 242 km ad est di Riga, è un importante nodo stradale e ferroviario, con importanti industrie alimentari e tessili.
La città sorge su sette colline. La piazza centrale ospita la statua di Latgales Māra, eretta nel 1939, che commemora la liberazione della Letgallia e si rifà all'antica divinità lettone della fertilità; per due volte fu distrutta dalle autorità dell'Unione Sovietica, e fu ricostruita nel 1992; sulla statua campeggia l'iscrizione Vienoti Latvijai ("Lettonia unita", in lettone).
La popolazione della città è mista; il 47,5% è di etnia lettone, mentre il 41,6% degli abitanti appartiene alla minoranza russa.

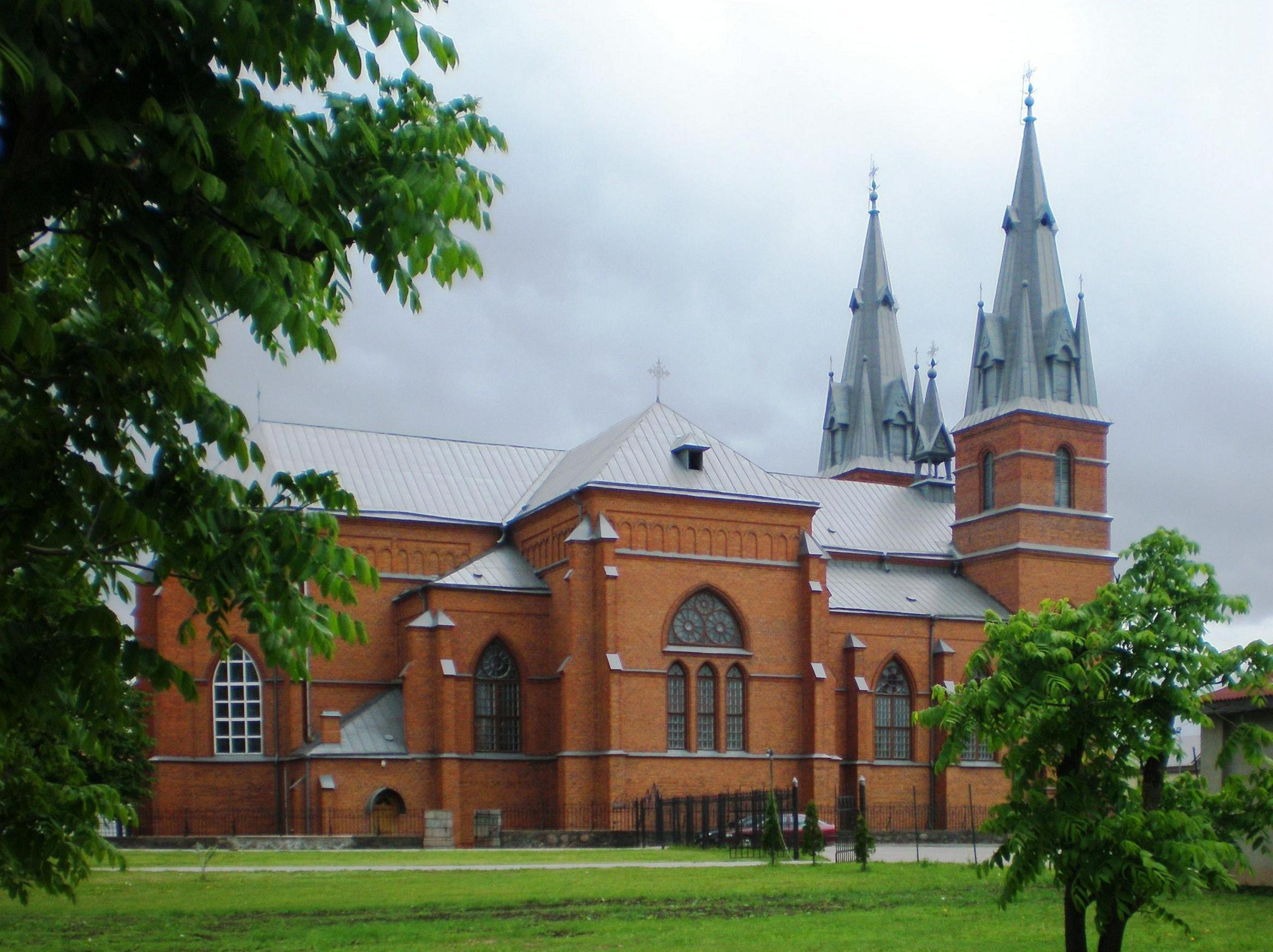
Cattedrale cattolica del Sacro Cuore di Gesù

## Amministrazione

### Gemellaggi
- Arendal
- Braslaŭ
- Częstochowa
- Kryčaŭ
- Sianów
- Soroca
- Utena
- Vicebsk
- Suwałki

## Toponimi
Altri nomi storici con cui la città è nota sono:
- Lettone: Riejitsa (1893-1917)
- Letgallo: Rēzne
- Tedesco: Rositten
- Russo: Резекне, traslitt. Rezekne
  - fino al 1893: Розиттен, traslitt. Rozitten
  - 1893-1917: Режица, traslitt. Režica
- Estone: Räisaku
- Polacco: Rzeżyca